# Parregaastermeer

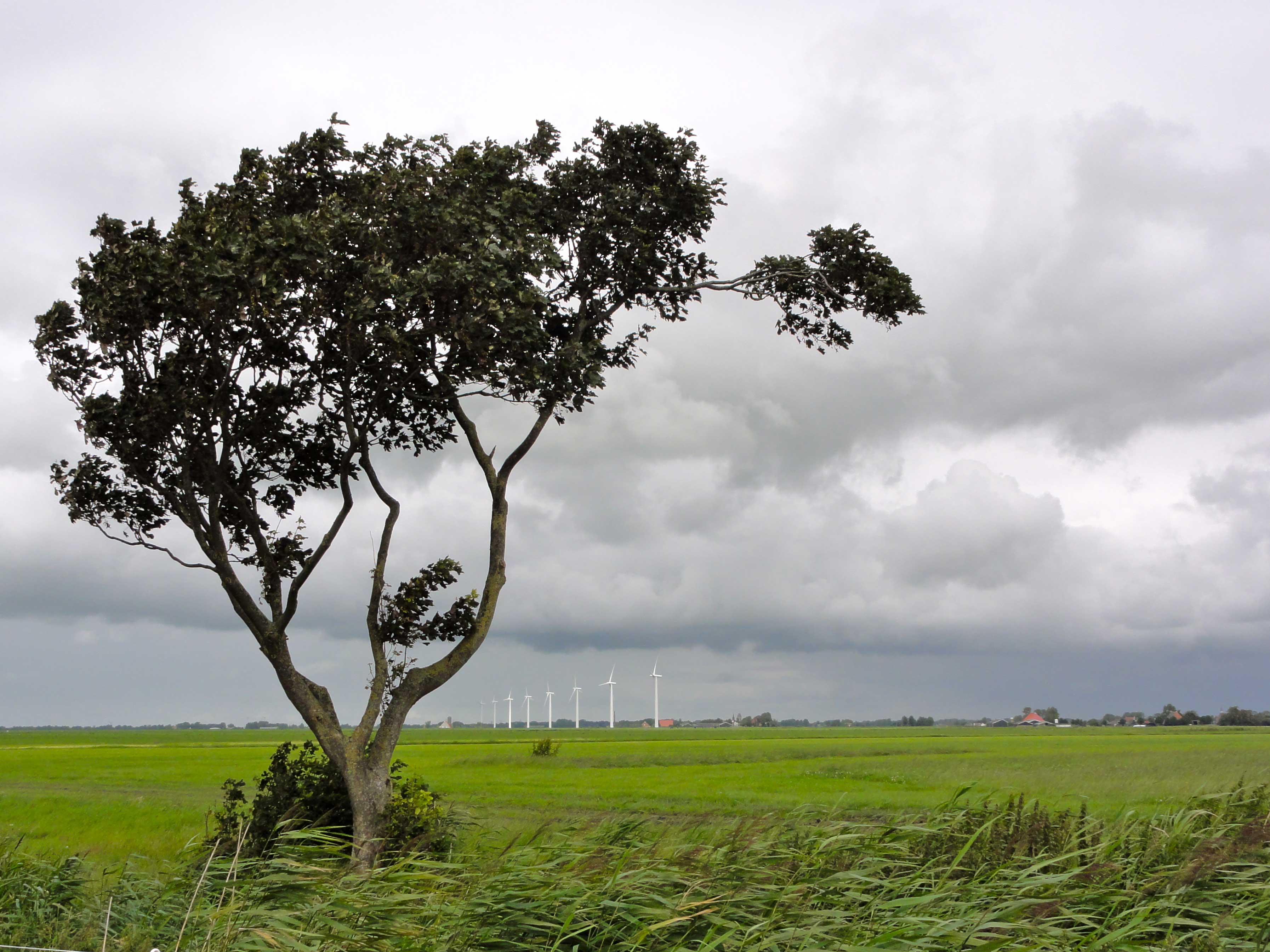
Parregaastermeer ten noordwesten van Parrega anno 2011

Het Parregaastermeer of Zuidermeer is een droogmakerij en voormalig meer in Friesland ten westen van Parrega. In 1879 werd het 1016 hectare grote meer drooggelegd.
De polder die ontstond na de drooglegging is een landbouwgebied met weinig bebouwing en ligt op het diepste punt 2,9 meter onder zeeniveau. 
Er zijn plannen geweest om de polder weer onder water te zetten ten behoeve van het toerisme, maar deze plannen zijn en worden niet uitgevoerd.